# James Daly
James Firman Daly (Wisconsin Rapids, Wisconsin; 23 de octubre de 1918-Nyack, Nueva York; 3 de julio de 1978) fue un actor estadounidense.

## Biografía
Nacido en Wisconsin Rapids, Estados Unidos. Daly se graduó en Cornell College en Mount Vernon, Iowa. Él comenzó su carrera en los años 1950, teniendo pequeños papeles en series de televisión como The Clock (1950), Suspense (1953), Kraft Television Theatre (1954). 
En 1955, tiene un pequeño papel en la película de Gary Cooper, Consejo de guerra, donde interpreta al teniente coronel Herbert White. A partir de la década de los años 1960 y comienzos de los 1970, hace apariciones en las películas Wernher von Braun (1960), El planeta de los simios (1968) —como el doctor Honorious—, The Big Bounce (1969), Ejército de cinco (1969) —como el capitán Nicolas Augustus—, The Resurrection of Zachary Wheeler (1971), Wild in the Sky (1972).
Pasó como estrella invitada, en las más grandes series de televisión como: The Twilight Zone (1960), Dr. Kildare (1965), El fugitivo (1966), Combate (1967), El virginiano (1967), La ley del revólver (1967), Misión imposible (1967), Los invasores (1968), Star Trek (1969), Ironside (1970).

### Centro médico
En el año 1969, James Daly interpreta el papel del doctor Paul Lochner, en la nueva serie dramática de la cadena televisiva CBS Centro médico, la serie gira en torno a un equipo de médicos que atienden en un hospital de Los Ángeles, California, lo acompañaban el doctor Joe Gannon, que era interpretado por Chad Everett. La serie fue un éxito inmediato y se mantuvo en el aire por siete temporadas entre 1969 y 1976. Se filmaron 171 episodios de Centro médico.

## Enlaces
- James Daly en Internet Movie Database (en inglés).

- Datos: Q1287406
- Multimedia: James Daly / Q1287406